# 谷口正次
谷口 正次（たにぐち　まさつぐ、1938年 - ）は、日本の工学者、資源・環境ジャーナリストである。京都大学大学院経済学研究科元特任教授、資源・環境戦略設計事務所代表、NPO法人ものづくり生命文明機構副理事長などを務める。

## 人物
東京都出身。九州工業大学工学部鉱山工学科を卒業後、1960年小野田セメント株式会社に入社。同社常務取締役、秩父小野田株式会社専務取締役、太平洋セメント株式会社専務取締役などを歴任。2001年屋久島電工社長の傍ら、1998-2008年国連大学ゼロエミッション・フォーラム産業界代表理事として地球環境問題に取り組む。2008年資源・環境戦略設計事務所代表。2006-2009年国際日本文化研究センター共同研究員、千葉商科大学政策情報学部非常勤講師、2014-2016年京都大学大学院経済学研究科特任教授。現在はNPO法人ものづくり生命文明機構副理事長、サステナビリティ日本フォーラム理事も務める。

## 経歴
- 1938年-東京都生まれ
- 1960年-九州工業大学工学部鉱山工学科卒業
- 1960年-小野田セメント株式会社入社
- 1993年-小野田セメント株式会社常務取締役
- 1996年-秩父小野田株式会社専務取締役
- 1998年-太平洋セメント株式会社専務取締役
- 1998年-国連大学ゼロエミッション・フォーラム産業界代表理事
- 2001年-屋久島電工代表取締役社長
- 2006年-国際日本文化研究センター共同研究員
- 2006年-千葉商科大学政策情報学部非常勤講師
- 2008年-資源・環境戦略設計事務所代表
- 2014年-京都大学大学院経済学研究科特任教授
- 2014年-NPO法人ものづくり生命文明機構理事、サスティナビリティ日本フォーラム理事、一般社団法人クラブ・エコファクチュア理事

## 著書
- 『資源採掘から環境問題を考える―資源生産性の高い経済社会に向けて（国連大学ゼロエミッションフォーラムブックレット）』（海象社、2001）
- 『入門・資源危機―国益と地球益のジレンマ』（新評論、2005）
- 『メタル・ウォーズ』（東洋経済新報社、2008）
- 『次に不足するのは銅だ メタル資源の限界』（アスキー・メディアワークス、2008）
- 『メタル・ストラテジー』（東洋経済新報社、2009）
- 『教養としての資源問題 ―今、日本人が直視すべき現実』（東洋経済新報社、2011）
- 『オーシャン・メタル―資源戦争の新次元』（東洋経済新報社、2012）
- 『自然資本経営のすすめ: 持続可能な社会と企業経営』（東洋経済新報社、2014）
- 『経済学が世界を殺す』（扶桑社新書、2017）
- 『懐かしい未来: オデッセイ思考』（東洋経済新報社、2018）